# Chaman Galleh
Chaman Galleh (persiska: چمن گلّه, Chīnī) är en ort i Iran.   Den ligger i provinsen Khuzestan, i den centrala delen av landet, 400 km sydväst om huvudstaden Teheran. Chaman Galleh ligger 564 meter över havet och antalet invånare är 161.
Terrängen runt Chaman Galleh är varierad.Runt Chaman Galleh är det ganska glesbefolkat, med 48 invånare per kvadratkilometer. Närmaste större samhälle är Dasht-e Lati, 15,5 km sydväst om Chaman Galleh. Omgivningarna runt Chaman Galleh är i huvudsak ett öppet busklandskap.